# Alejandro Pozuelo
Alejandro Pozuelo Melero (* 20. September 1991 in Sevilla) ist ein spanischer Fußballspieler. Der offensive Mittelfeldspieler steht in der Süper Lig bei Konyaspor unter Vertrag.

## Karriere
Pozuelo spielte in den Jugendmannschaften von Betis Sevilla und wurde für die B-Mannschaft des Vereins ab der Saison 2010/11 in der drittklassigen Segunda División B eingesetzt. Sein Profidebüt für die erste Mannschaft gab er im Oktober 2011 in der Primera División, in der er bis Saisonende 18-mal zum Einsatz kam. Zur Spielzeit 2013/14 wechselte Pozuelo zu Swansea City in die Premier League. Mit dem Verein erreichte er über zwei Qualifikationsrunden die Gruppenphase der Europa League, in der er mit der Mannschaft bis ins Sechzehntelfinale vordrang. In der Liga kam er vorrangig als Einwechselspieler zum Zug und spielte in der Spielzeit 22-mal. Nach Saisonende wechselte Pozuelo zu Rayo Vallecano, wo er es innerhalb eines Jahres jedoch nur auf 13 Pflichtspieleinsätze brachte. Anschließend wurde er zur Spielzeit 2015/16 vom belgischen Erstligisten KRC Genk verpflichtet, bei dem Pozuelo schnell zum Stammspieler avancierte. Mit Genk glückte im ersten Jahr die Qualifikation zur Europa League, in der die Mannschaft im Viertelfinale an Celta Vigo scheiterte. Auch 2018/19 spielte der Spanier mit dem Verein in der Europa League und stand bis zum Ausscheiden im Sechzehntelfinale in allen acht Spielen seiner Mannschaft auf dem Platz. In der belgischen Liga kam Pozuelo auf insgesamt 128 Einsätze mit 20 Torerfolgen. Im März 2019 wechselte er zum Toronto FC in die Major League Soccer. In seiner ersten Spielzeit gewann er mit Toronto die Eastern Conference und verlor das Endspiel um die Meisterschaft gegen die Seattle Sounders mit 1:3. Danach wurde Pozuelo ins MLS All-Star Roster sowie in die MLS Best XI der Spielzeit 2019 aufgenommen. Im Juli 2022 wechselte er bis Jahresende zu Inter Miami, ehe er im Februar 2023 nach Europa zurückkehrte und sich Konyaspor anschloss.

## Erfolge
Toronto FC
- Meister der Eastern Conference: 2019

 Persönliche Auszeichnungen
- Aufnahme ins MLS All-Star Roster: 2019
- Aufnahme in die MLS Best XI: 2019